# 丹尼尔·克萨达
丹尼尔·克萨达（西班牙語：Daniel Quesada，1995年9月26日—），西班牙男子跆拳道运动员，2019年世界跆拳道锦标赛男子74公斤级铜牌得主、2022年世界跆拳道锦标赛男子74公斤级金牌得主。